# Porculus grossus
Porculus grossus là một loài bọ cánh cứng trong họ Ciidae. Loài này được Lawrence miêu tả khoa học năm 1987.